# Zoltán Varga (football)
Pour les articles homonymes, voir Zoltán Varga.
Dans le nom hongrois Varga Zoltán, le nom de famille précède le prénom, mais cet article utilise l’ordre habituel en français Zoltán Varga, où le prénom précède le nom.
Zoltán Varga (Vál, 1er janvier 1945 - Budapest, 9 avril 2010) est un footballeur hongrois des années 1960 et 1970. 

## Biographie
Varga fait partie de l'équipe hongroise qui remporte la médaille d'or aux Jeux olympiques d'été de 1964. Varga joue pour Ferencváros lorsque l'équipe gagne la Coupe des villes de foires en 1965. Il fait partie de l'équipe de Hongrie de football durant la période 1964-1968, qui joue notamment le quart de finale à la coupe du monde de football de 1966. 
Il joue aussi pour le Standard de Liège (1968-1969) et pour Ajax Amsterdam (1973-1974). Varga joue en Allemagne pour le Borussia Dortmund (1974-1976) et le Hertha BSC (1969-1972), mais est exclu après avoir reçu de l'argent pour perdre des matchs. Pendant sa période d'exclusion, il joue pour Aberdeen F.C. en Écosse. Il finit sa carrière avec La Gantoise (1977). 
Après sa carrière sportive, il devient entraîneur. Varga décède en avril 2010 lors d'un match de vétérans à Budapest.

## Carrière

### En tant que joueur
- 1961-1968 :  Ferencváros TC
- 1968-1969 :  Standard de Liège
- 1969-1972 :  Hertha BSC Berlin
- 1972-1973 :  Aberdeen FC
- 1973-1974 :  Ajax Amsterdam
- 1974-1976 :  Borussia Dortmund
- 1976-1977 :  FC Augsbourg
- 1977 :  KAA La Gantoise

### En tant qu'entraîneur
- 1981 :  SC Preußen Münster
- 1996-1997 :  Ferencváros TC
- 1997 :  Budapest Honvéd
- 2000 :  Diósgyőri VTK
- 2001 :  Győri ETO FC
- 2003 :  Győri ETO FC